# Burg Hohenacker
Die unauffindbare Burg Hohenacker war eine kleine Befestigungsanlage bei Hohenacker, einem zur Großen Kreisstadt Waiblingen gehörenden Dorf im baden-württembergischen Rems-Murr-Kreis. Über die Geschichte der Anlage ist nichts bekannt.

## Lage
Die Burganlage befand sich in der Burghalde, einer Flussschleife der Rems, ostwärts des alten Ortskerns von Hegnach, zwischen der Remsmühle und der Hegnacher Mühle. Der Burghaldenweg, ein alter Wirtschaftsweg, verbindet die Burghalde mit der Ortsmitte von Hohenacker. Die Burghalde war einst die beste Weinlage Hohenackers.

## Geschichte
Das Dorf Hohenacker gehörte mutmaßlich zum Hausgut oder Königsgut der Hohenstaufer. Für diese Theorie spricht, dass östlich der Burghalde der Flurname Königshalde vorkommt. Nach dem Aussterben der Staufer dürften deren Güter größtenteils an das Haus Württemberg gefallen sein. Erstmals erwähnt wurde die Burghalde im Jahr 1350. Allerdings war schon in jener Zeit von einer Burg kein Rede mehr. Dies könnte ein Hinweis darauf sein, dass die Anlage schon Mitte des 14. Jahrhunderts nicht mehr existierte. Ein Adelsgeschlecht kann der Burg nicht eindeutig zugeordnet werden. In Hohenacker waren mehrere Adelsfamilien begütert: Die Herren von Aldingen, die Yberger und, nicht eindeutig belegt, die Herren von Gaisberg. Letztere hatten mit der Burg in der Burgklinge gewiss nichts zu tun, da sie auf der Gaisburg, etwa einen Kilometer nördlich wohnten.